# Lajos Sătmăreanu
Lajos Sătmăreanu (Salonta, 21 febbraio 1944 – 30 giugno 2025) è stato un calciatore rumeno, di ruolo terzino destro.

## Carriera

### Club
Cresciuto nelle giovanili della squadra della sua città natale, il Recolta Salonta, fece il suo esordio nella massima divisione nel 1963 nel Crişana Oradea, con una presenza che rimase però isolata.
Ceduto al Flamura Roşie Arad in seconda divisione, vi rimase un anno per poi passare, la stagione successiva, all'ASA Târgu Mureş, sempre in seconda divisione.
La svolta della sua carriera avvenne alla fine della stagione 1964-1965, quando venne ingaggiato dalla Steaua Bucarest, con la quale disputò dieci stagioni, collezionando ben 271 presenze con 11 reti e contribuendo alla vittoria nel campionato 1967-1968 e di cinque coppe di Romania (1965-1966, 1966-1967, 1968-1969, 1969-1970 e 1970-1971).
Terminata l'attività di atleta con una stagione al FC Bihor Oradea e un'ultima al Progresul Bucarest, iniziò una nuova carriera come allenatore dei settori giovanili.

### Nazionale
Con la Nazionale, Sătmăreanu collezionò 44 presenze, facendo parte della spedizione al Mondiale del 1970 in Messico.

## Palmarès
- Campionato rumeno: 1

Steaua Bucarest: 1967-1968
- Coppa di Romania: 5

Steaua Bucarest: 1965-1966, 1966-1967, 1968-1969, 1969-1970, 1970-1971